# Grevillea maxwellii
Grevillea maxwellii es una especie de arbusto  del gran género  Grevillea perteneciente a la familia  Proteaceae. Es originaria del sudoeste de Australia Occidental. 

## Descripción
Alcanza un tamaño de entre 0,2 y 1,2 metros de altura. Las flores, que tienen un perianto de color rosa-naranja o rosada-roja y el estilo de color  rosa roja, aparecen en mayo y de septiembre a noviembre en su hábitat nativo.
Es similar en apariencia a G. asparagoides, G. secunda y G. batrachioides.

## Taxonomía
Grevillea maxwellii fue descrita por Donald McGillivray y publicado en New Names Grevillea 9. 1986.
Etimología
Grevillea, el nombre del género fue nombrado en honor de Charles Francis Greville, cofundador de la Royal Horticultural Society.
maxwellii: epíteto